# Unterkunft

Karawanserei (historische Herberge) an der Seidenstraße im türkischen Ort Milas

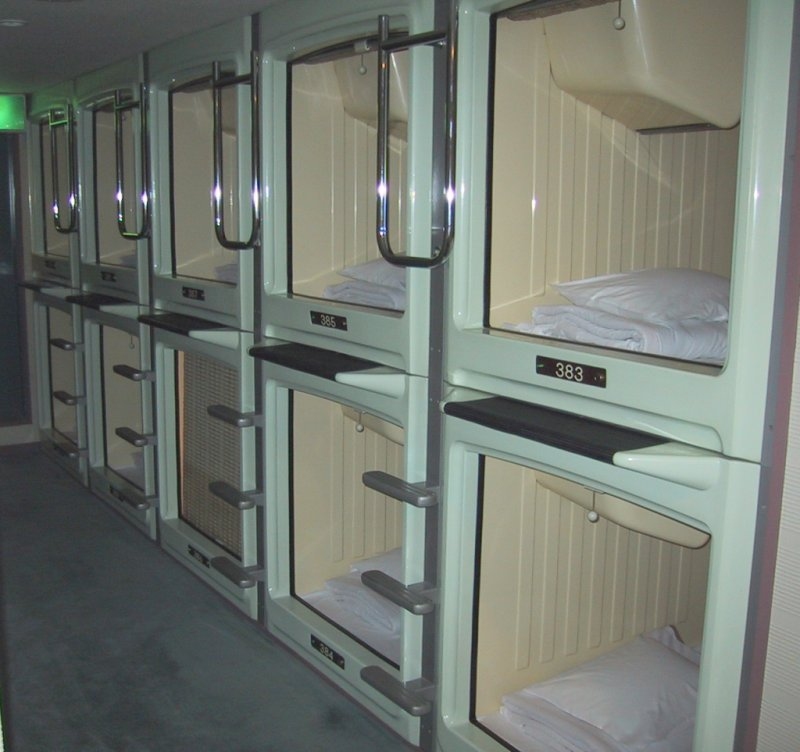
Kapselhotel in Osaka (Japan)

Eine Unterkunft (auch Obdach oder Bleibe) ist eine geschützte Stelle (Gebäude,  Logis, Zelt, Fahrzeug etc.), die zumindest dem Übernachten dient. Die meisten Unterkünfte dienen dem Wohnen.
Beispiele für Unterkünfte sind Wohnungen, Häuser (z. B. Bungalows, Villen und Schlösser bzw. Burgen), Klöster, Hotels (auch Resorts und Motels), Herbergen, Pensionen (Fremdenzimmer), Jugendherbergen, Ferienhäuser, Ferienwohnungen, Quartiere, Berghütten, Baracken, Kasernen, Zelte (z. B. Jurten, Wigwame und Tipis), Lauben, Schrebergartenhütten, Weinberghütten, Almhütten, Krankenhäuser, Pflegeheime, Altenheime oder andere Heime, Wohnheime wie z. B. Studentenwohnheime, Wohncontainer, Camping, Gartenhäuser (Lauben), Notschlafstellen (Asyl) und Obdachlosenunterkünfte. Auf Reisen schlafen manche Menschen auch in den Wartebereichen von Verkehrsbauwerken (z. B. in Flughafenhallen und Bahnhöfen). Eine Besonderheit sind Gefängnisse (Haftzellen) oder geschlossene Anstalten, wo Verurteilte über lange Zeit wohnen müssen. In Nordamerika ist die saisonale Staff Accomodation etabliert.

## Fahrzeuge
Auch Fahrzeuge können als Unterkünfte dienen (meistens vorübergehend): PKW, Wohnmobile, Wohnwagen, festvertäute Hausboote, Wohnschiffe und Wohnbusse. Für die Zeit einer Reise können auch Wasserfahrzeuge (z. B. Fähren, Kreuzfahrtschiffe und Yachten) sowie Eisenbahnen bzw. Passagierflugzeuge als Unterkunft dienen.
Für Unterkünfte werden nur dann statistische Angaben erhoben, wenn sie zum Zeitpunkt der Zählung bewohnt waren. Wohnwagen und Lauben werden nur dann als bewohnte Unterkünfte erfasst, wenn ihre Bewohner keine andere Wohnung oder sonstige Wohneinheit hatten. Als Unterkünfte werden auch Gebäude mit nur einer oder zwei Freizeitwohneinheiten nachgewiesen, sofern deren Gesamtwohnfläche weniger als 50 m² beträgt.

## Abgrenzung
Manche Menschen nächtigen ohne eine Unterkunft, z. B. unter freiem Himmel („Hotel 1000 Sterne“), im Wald, Stadtpark oder unter Brücken/Unterführungen, ferner gibt es Menschen, die freiwillig oder unfreiwillig generell ohne Obdach sind.